# شیائو چینگسونگ
شیائو چینگسونگ (انگلیسی: Xiao Qingsong؛ زادهٔ ۳ آوریل ۱۹۶۳) بازیکن والیبال اهل چین بود. وی در بازی‌های المپیک تابستانی ۱۹۸۴ شرکت کرده‌است.